# Parque Guanajuato Bicentenario
El Parque Guanajuato Bicentenario es un complejo cultural y recreativo donde se llevan a cabo eventos y exposiciones relacionadas con la educación, la cultura y el entretenimiento.
Está ubicado en la ciudad de e Silao, en el estado de Guanajuato (México), y abarca un espacio de aproximadamente 14 hectáreas y media. Cuenta con 6 pabellones temáticos en los que se exponen temas de trascendencia para México.
El Parque Guanajuato Bicentenario fue construido en conmemoración del 200.º Aniversario de la Independencia de México.

## Historia
El parque Guanajuato Bicentenario (originalmente llamado "Expo Guanajuato Bicentenario"), es un parque multi eventos. Su construcción comenzó en 2009 y fue inaugurado el 17 de julio de 2010 por el entonces presidente de la República, Felipe Calderón Hinojosa en compañía del gobernador Juan Manuel Oliva Ramírez.
El complejo fue construido para los festejos del 200.º aniversario del inicio de la Independencia de México y el 100.º aniversario del inicio de la Revolución Mexicana.
Se ubica en la ciudad de Silao, Guanajuato. En un punto estratégico que conecta las ciudades de Irapuato, León y Guanajuato.
Durante su funcionamiento, se ofrecieron diversas opciones para llegar al parque. La empresa de transportes Flecha Amarilla ofreció una ruta exclusivamente al parque desde varias ciudades cercanas, otro de sus servicios realizaba transbordos en el parque.
El parque estaba originalmente programado para finalizar el 20 de noviembre del 2010, sin embargo ante el éxito obtenido se extendió hasta diciembre del mismo año. Al momento del cierre se desconocía su futuro.
Meses después de su cierre, el parque fue abierto nuevamente bajo el nombre de Parque Guanajuato Bicentenario con nuevas exposiciones.

## Atractivos durante Expo Guanajuato Bicentenario
Exposiciones
- Pabellón del Mañana: Exposición dedicada al impacto climático y la exhibición del esqueleto de un mamut
- Pabellón de la identidad: Exposición sobre el bicentenario en Iberoamérica
- Pabellón de la historia: Exposición sobre la historia de México, un viaje sobre la historia del país desde la época prehispánica hasta la actualidad
- Exposición de estados
- Esferas geodésicas

Espectáculos musicales
Se contó con un escenario gigante, donde se presentaron artistas de talla nacional e internacional, además de ser la gala y tener sus conciertos del reality show mexicano La Academia.
Artistas presentados en la zona de espectáculos:
- Aleks Syntek
- Yuri
- Chayanne
- Benny Ibarra
- Pepe Aguilar
- Emmanuel
- Miguel Bosé
- Zoé
- Natalia Lafourcade
- Ximena Sariñana
- Panteón Rococó
- Enrique Bunbury
- Ely Guerra
- Margarita la Diosa de la Cumbia
- Carlos Cuevas

Atractivos
- Zona gastronómica
- Zona ecológica
- Juegos mecánicos

## Actualidad
El parque reabrió en marzo de 2011 bajo el nombre de Parque Guanajuato Bicentenario, de las exposiciones originales solo se conservaron algunas como lo fue "México: un viaje en la historia", en medio de las críticas por la baja afluencia y pocos atractivos.
Tras el anuncio de la visita del Papa Benedicto XVI, se decidió que el parque albergara la santa misa, por lo que comenzó una serie de obras en uno de sus alrededores para albergar a miles de visitantes.
Un año después, se realiza la visita del Papa Benedicto XVI. Tras sobrevolar el cerro del cubilete y darle la vuelta a Cristo Rey, se oficio la misa.
Más tarde, se decide mudar varias oficinas gubernamentales al parque bicentenario, mientras que se cuestiona la falta de atractivos y el alto costo de mantenimiento que conlleva.
Ha sido sede de arranques del Rally WRC Guanajuato, donde también se celebra conciertos. Además, se ha utilizado el parque para realizar eventos temporales como la villa navideña, parque de dinosaurios y eventos recreativos como: festival de pueblos mágicos, festival del vino tinto, feria municipal de Silao, vochorama fest, etc.
Actualmente cuenta con dos exposiciones permanentes:
- RPM: Exposición sobre Guanajuato y la industria automotriz
- México: Un viaje en la historia
- La visita del Papa Benedicto XVI: Un museo donde se exhiben fotos y vestuarios que uso el papa durante su visita a Guanajuato en 2012

Exposiciones temporales
- Titanic
- Tutankamón
- Vampiros
- La edad de hielo
- Exposición militar
- La sabana santa
- Exposición Rafaello
- Erase una vez, el cuerpo humano.

## Controversias
Desde su planeación el parque ha sido blanco de críticas por su alto costo de construcción, las asignaciones sin licitar, proyecto a futuro y el alto costo de mantenimiento.
En 2011 se denunció la falta de transparencia de gastos y ganancias durante 2010, así como supuestos costos inflados.
Por muchos años se ha buscado concesionar el parque con el fin de reducir gastos al gobierno, sin embargo no ha sido concretado. 